# أمير هندة (دهشال)
امیر هندة (بالفارسية: امیرهنده) هي قرية تقع في إيران في قسم دهشال الريفي. يقدر عدد سكانها بـ 970 نسمة .